# Карпов, Стефан Архипович
Стефан Архипович Карпов (1903, Староверовка, Полтавская губерния — 12 октября 1943, Смоленск) — ефрейтор Рабоче-крестьянской Красной армии, участник Великой Отечественной войны, Герой Советского Союза (1944).

## Биография
Стефан Карпов родился в 1903 году в селе Первая Староверовка Константиноградского уезда Полтавской губернии (ныне — Староверовка Нововодолажского района Харьковской области Украины) в крестьянской семье. Окончил начальную школу, после чего работал в колхозе. С 1933 года Карпов проживал в деревне Тарай Качугского района Иркутской области.

## Великая Отечественная война
В сентябре 1941 года Карпов добровольно пошёл на службу в Рабоче-крестьянскую Красную армию. Участвовал в боях на Калининском фронте, дважды был ранен. К августу 1943 года гвардии ефрейтор Стефан Карпов командовал пулемётным расчётом 279-го гвардейского стрелкового полка 91-й гвардейской стрелковой дивизии 39-й армии Калининского фронта. Отличился во время освобождения Смоленской области.
13 августа — 10 сентября 1943 года Карпов пулемётным огнём поддерживал пехотные подразделения в ходе прорыва вражеской обороны в районе деревень Старая Капешня и Кривцы, принимал участие в отражении немецкой контратаки в районе деревни Клиники. Благодаря расчёту Карпова была обеспечена переправа советских войск на западный берег реки Веленя. В ходе боёв за освобождение Духовщины Карпов подавил 13 немецких огневых точек и уничтожил несколько десятков солдат и офицеров противника. 12 октября 1943 года Карпов скончался от полученного в бою тяжёлого ранения. Похоронен в братской могиле на Тихвинском кладбище Смоленска.

## Награды
Указом Президиума Верховного Совета СССР от 4 июня 1944 года за «образцовое выполнение заданий командования и проявленные мужество и героизм в боях с немецкими захватчиками» гвардии ефрейтор Стефан Карпов посмертно был удостоен высокого звания Героя Советского Союза. Также был награждён орденом Ленина и медалью «За боевые заслуги».

## Память

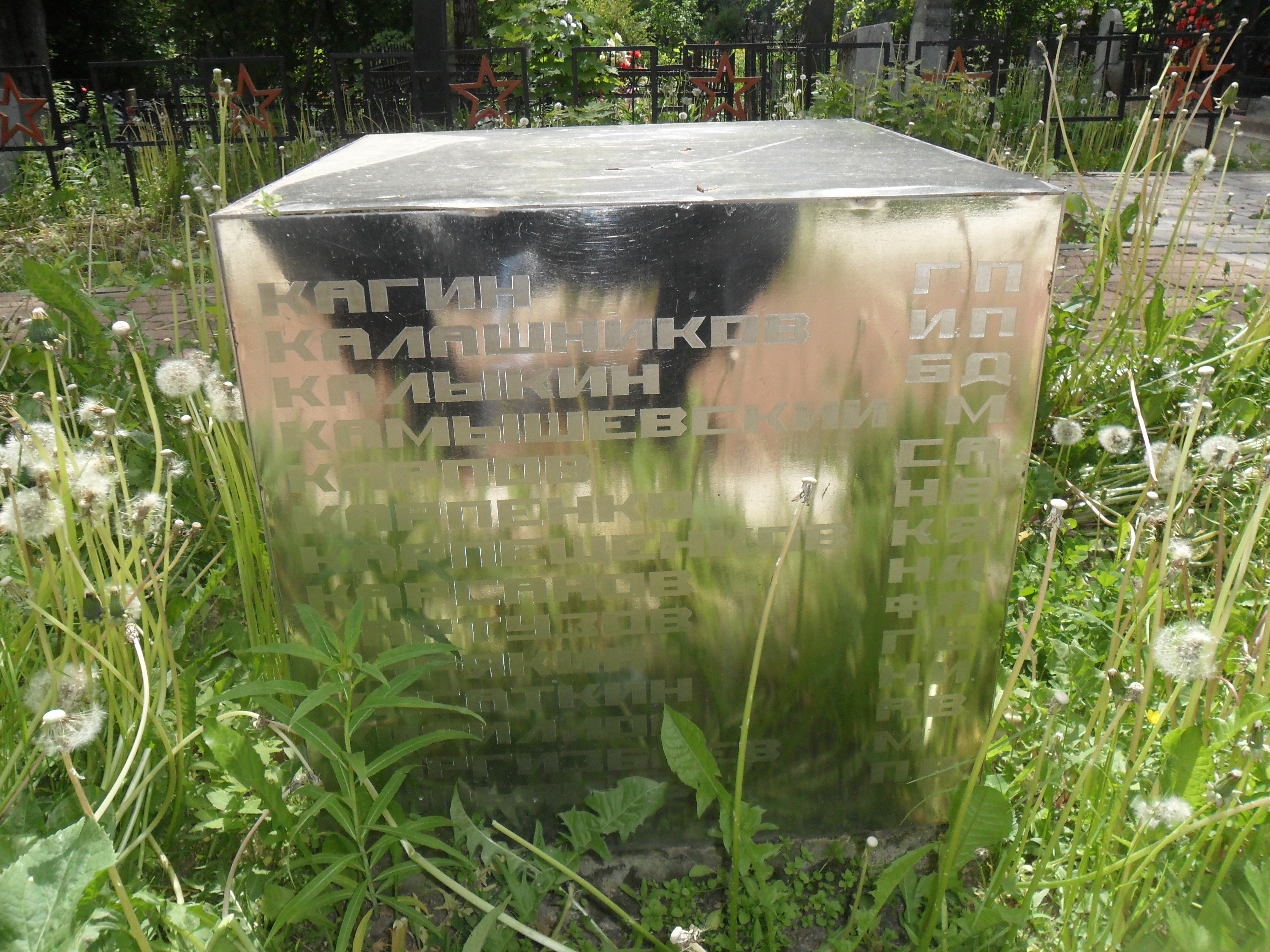
Имя Карпова на металлическом кубе на одной из братских могил на Тихвинском кладбище Смоленска.

- В селе Дьячковка Нововодолажского района создан Дом-музей Карпова[1].